# Antalffy György
Antalffy György (Szeged, 1920. június 1. – Szeged, 1993. december 26.) magyar jogász, politikus. A jogtudományok kandidátusa (1960), az állam- és jogtudományok doktora (1969). Az MSZMP Szegedi Városi Bizottságának tagja, a Városi Tanács VB tagja volt.

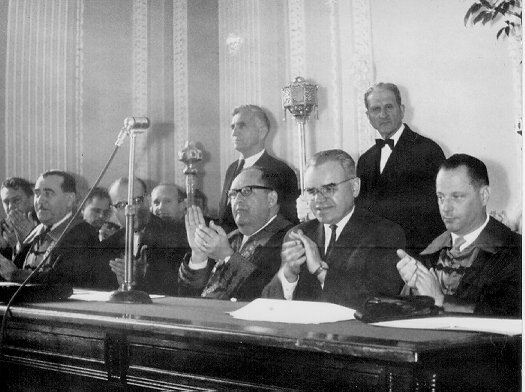
Jobbról a 3. Antalffy György (1963)

## Életpályája
1938-ban érettségizett Szegeden. Szegeden és Kolozsváron folytatta tanulmányait. 1942-ben a Kolozsvári Magyar Királyi Ferenc József Tudományegyetemen államtudományi oklevelet kapott. 1944-ben ugyanitt jogtudományi doktori oklevelet szerzett. 1944–1945 között a József Nádor Műszaki és Gazdaságtudományi Egyetem Közgazdaság-tudományi Karán is tanult. 1944–1945 között Budapesten ügyvédjelölt volt. 1945-ben Szegeden aljegyző és főispáni titkár volt. 1945–1948 között Szeged polgármester-helyetteseként dolgozott. 1946–1950 között a Szegedi Tudományegyetem Állam- és Jogtudományi Karának meghívott előadó tanára, 1949–1950 között nyilvános rendkívüli tanára, 1950–1952 között nyilvános rendes tanára, 1952–1990 között egyetemi tanára volt. 1948-ban elvégezte a Magyar Dolgozók Pártja Központi Pártiskoláját. 1948–1949 között a Délmagyarország főszerkesztője volt. 1950–1990 között az Állam és Jogelméleti Tanszék vezetője volt. 1950–1951 között, valamint 1953–1958 és 1967–1970 között az Állami és Jogtudományi Kar dékánjaként tevékenykedett. 1958–1964 között és 1976–1982 között az egyetem rektora volt.

### Politikai pályafutása
1948-ban országgyűlési pótképviselő volt (SZDP Csongrád és Csanád vármegyei lista). 1971–1980 között országgyűlési képviselő volt (Csongrád, 8. sz. választókerület). 1980–1990 között a 9. sz. választókerület országgyűlési képviselőjeként dolgozott. 1985–1989 között az Országgyűlés Jogi, Igazgatási és Igazságügyi Bizottságának elnöke volt.
Általános állami- és jogelméleti kérdésekkel, az államszervezet vizsgálatával, a szocialista állam gazdasági és társadalmi összefüggéseinek elméleti feltárásával foglalkozott. A marxista állam- és jogelméleti kutatások megteremtője volt. Jogtörténeti munkássága is értékes: több művet írt N. Machiavelli államtudományi nézeteiről és Szalay Lászlóról.

### Tagságai
1958–1985 között az MTA Állam- és Jogtudományi Bizottságának tagja volt. 1961–1990 között a Szegedi Akadémiai Bizottság Intézőbizottságának tagja volt. 1962–1990 között az MJSZ Csongrád megyei elnöke volt. 1965-től az International Political Science Association magyar tagozatának alelnökeként is dolgozott. 1968–1990 között az MTA-TMB Állam- és Jogtudományi Bizottságának tagja volt. 1971–1990 között a Magyar Jogász Szövetség elnöke volt. 1985-1990 között a Politikatudományi Társaság alelnöke volt.

## Családja
Szülei: Antalffy György szegedi halászmester és Kovács Erzsébet voltak. Felesége, Lukács Magdolna volt. Fia: Antalffy György (1946).

## Művei
- Állam és mai állam (Tiszatáj, 1948)
- A szuverenitás fogalma és a béke (Állam és Igazgatás, 1951)
- Állam- és jogelmélet (Szeged, 1951; Budapest, 1987)
- Törvény az állami statisztikáról (Állam és Igazgatás, 1953)
- Az állam szervezete és elmélete a rabszolgatartó athéni demokráciában (Kandidátusi értekezés, Szeged, 1959)
- Platón és Arisztotelesz a „tökéletes” állami és társadalmi formákról (Szeged, 1958)
- Az állam szervezetéről a rabszolgatartó athéni demokráciában (Studia Iuridica, 1962)
- Állam- és alkotmány az athéni demokráciában (Budapest, 1962)
- Társadalom, állam, jog (Halász Pállal, Budapest, 1963)
- A társadalmi önigazgatásról (Állam és Igazgatás, 1965)
- Az állami és társadalmi szervezetek viszonyának újabb állam- és jogelméleti problémáiról (Szeged, 1966)
- Állam és demokrácia. Fejezetek az állam és jogelmélet köréből (Budapest, 1967)
- A szuverenitás lényegének állam- és jogelméleti koncepciójáról (Ünnepi Acta a Nagy Októberi Szocialista Forradalom Évfordulója alkalmából. Szeged, 1967)
- Szemelvények állam- és jogelméleti szerzők műveiből. I–II. Egységes jegyz. Papp Ignáccal. (Budapest, 1967–1968)
- Az állam és társadalom viszonyának állam- és jogelméleti alapjairól (Doktori értekezés, Szeged, 1968)
- Basic Problems of State and Society (Budapest, 1974)
- A politikai és jogi tanítások története (Budapest, 1974)
- Állam, politikai rendszer, társadalom (Budapest, 1979)
- Niccolo Machiavelli politikatudományi tanításának lényegéről (Szeged, 1982)
- Szalay László, a reformkor politikai-jogi gondolkodója (Budapest, 1983)
- Machiavelli és az állam tudománya. Állami- és jogelméleti reflexiók (Budapest, 1986)

## Díjai
- Munka Érdemrend (1962; arany, 1964)
- József Attila-emlékérem (1965)
- Felszabadulási Jubileumi Emlékérem (1970)
- Az odesszai Állami Mecsnyikov Egyetem díszdoktora (1980)
- Szocialista Magyarországért Érdemrend (1980)